# Jiloní
Jiloní (en hebreo: חִלּוֹנִי), derivada de la palabra en idioma hebreo julin, la cual significa «secular» o «profano», es el término usado en Israel para los judíos que no son religiosos.
Más de la mitad de todos los israelíes se definen a ellos mismos como jilonim. Entre un 15%-20% se describen a sí mismos como jaredíes (ultraortodoxos) o datiim (ortodoxos). El resto de la población del país se define como masorti (observa las tradiciones, pero no de manera tan dogmática como los ortodoxos). Los masortim en Israel observan tradiciones como el encendido de las velas de shabat, limitar sus actividades ese día e ingerir sólo comida casher.
Como nativos de Israel, los jilonim hablan hebreo, el idioma nacional de Israel y uno de los dos idiomas oficiales de este, siendo el otro, el árabe. Como Israel es un Estado judío, muchos jilonim observan fiestas nacionales y costumbres seculares, como Yom Hazikarón, Yom Ha'atzmaut y Yom HaShoah.

## Historia del secularismo en Israel
El concepto del sionismo político de hoy en día fue fundado basado en valores y creencias seculares. El padre del movimiento sionista moderno, Theodor Herzl, era un judío austríaco asimilado. Aunque al principio la mayoría de aquellos judíos que emigraban a Palestina eran judíos ortodoxos, los que arribaron debido a su creencia en la santidad de la tierra, y su deseo de ser enterrados en Jerusalén; existe la creencia entre los judíos, que el Mesías va a resucitar primero a aquellos enterrados en Jerusalén que a los del resto del mundo; además, el surgimiento e intensificación de los pogromos en Europa Oriental y Rusia, muchos judíos dejaron el país donde habían nacido para vivir en la Tierra de Israel, con motivaciones de seguridad, libertad religiosa y fuertes afinidades sionistas. Durante la primera ola (1882-1903) de la aliyá Sionista, y especialmente durante la Segunda Aliyá (1904-1914), la población judía del Imperio otomano, la cual estaba mayormente formada por judíos seculares, creció enormemente. Estos olim (los que han efectuado su aliyá) fueron los fundadores de ciudades como Tel Aviv y establecieron kibbutzim basados en las ideas del socialismo, sin relación alguna con el judaísmo como religión o como conjunto de valores. A medida que el número de olim iba creciendo, también iba creciendo la proporción de judíos seculares. Hasta el establecimiento del Estado de Israel, el número de judíos religiosos era relativamente pequeño.
Para 1987 Thomas Friedman había estimado que la distribución de la población israelí era el 45 % secular, 35 % tradicional, 15 % dati y 5 % jaredí. Hasta recientemente, los jilonim controlaban y eran la casi mayoría absoluta de las esferas culturales, artísticas, políticas y de entretenimiento en Israel. Pero ahora, debido al rápido crecimiento de las poblaciones jaredí y nacional religiosa, esta situación puede cambiar en unos pocos años.

## Conflicto con los judíos observantes
Los jilonim israelíes enfrentan ahora una serie de problemas; éstos tienen muchos desacuerdos con los religiosos, especialmente la población jaredí. Los conflictos entre los dos grupos aparecen debido a la negativa de los jaredíes a servir en el ejército, los grupos de jaredíes como Neturei Karta y Ger, los cuales se oponen a la existencia del Estado de Israel, y el poderoso lobby jaredí, el cual apoya la prohibición de la venta de carne de cerdo en Israel y el cierre de todas las tiendas en shabat. 